# Антонелла Пальмізано
Антонелла Пальмізано (італ. Antonella Palmisano; нар. 6 серпня 1991) — італійська легкоатлетка, яка спеціалізується в спортивній ходьбі.

## Спортивні досягнення
Посіла 4 місце в ходьбі на 20 км на Олімпійських іграх у 2016.
Бронзова призерка чемпіонату світу (2017) та Європи (2018) у ходьбі на 20 км.
Багаторазова переможниця та призерка (у командному та індивідуальному заліку) кубків та командних чемпіонатів Європи з ходьби.
Перможниця Кубка світу з ходьби у юніорській віковій категорії на дистанції 10 км (2010).
Призерка чемпіонатів Європи серед молоді та юніорів у дисциплінах ходьби.
Багаторазова чемпіонка Італії.